# Акілле Компаньоні
Акілле Компаньоні (італ. Achille Compagnoni; 26 жовтня 1914 — 13 травня 2009) — італійський альпініст, перший підкорювач (разом з Ліно Лачеделлі) другої вершини світу, Чогорі, 31 липня 1954.

## Життєпис
Акілле Компаньоні народився в Санта Катерина ді Вальфурва в Ломбардії. З 18 років служив в армії, в 5-м альпійському полку (5º Reggimento alpini). У 1934 році був переведений на швейцарську кордон, у Маттергорн, де продовжив заняття альпінізмом.
У 1953 році Компаньоні був відібраний для участі в експедиції для сходження на Чогорі, її керівником, Ардіто Дезіо. Разом з Ліно Лачеделлі став першим підкорювачем вершини. При спуску відморозив кілька пальців, в результаті чого після експедиції довгий час перебував в лікарні. Після повернення Компаньоні судився з Італійською федерацією альпінізму за право авторства знімків і фільму, зроблених під час сходження.
У 1959 році знявся в ролі військового капелана у фільмі Маріо Монічеллі «Велика війна», на наступний рік знявся у фільмі Луїджі Коменчині «Всі будинки» в ролі партизана. Згодом він працював провідником у горах, потім держав готель. Помер 13 травня 2009 року в лікарні в Аості.

### Експедиція на Чогорі
Компаньоні був призначений керівником двійки, яка мала йти на сходження. Інша двійка, що складалася з Вальтера Бонатті і буриша Аміра Махді, повинна була забезпечити їм досить кисню дла сходження. Компаньоні влаштував останній, дев'ятий, табір, з якого вони згодом вийшли на сходження, вище й у менш зручному місці, ніж це було передбачено спочатку. Він сам пояснював це тим, що початкове місце було дуже небезпечним, в той же час робилися припущення, що таким чином він хотів не дати фізично підготовленішим Бонатті першим піднятися на вершину. Табір виявився вище, ніж чекав Бонатті. Вони підійшли до нього, коли вже стемніло. Ліно і Акілле узяли кисень і відправили Вальтера і Махді спускатися вниз, замість того, щоб запропонувати переночувати в їхньому наметі.
Бонатті і Махді змушені були провести ніч на стіні, без якого-небудь бівуачного спорядження — на плечі К2, на 8100 метрів. Обидва вижили, але пакистанцеві ця ніч коштувала всіх пальців.
У свою чергу Акілле висунув звинувачення Бонатті в саботажі, а також в тому, що той вкрав кисневі балони з тим, щоб зробити самостійну спробу на К2.
За офіційним повідомленням, при підйомі було витрачено забагато кисню, і двійка завершувала підйом вже без кисневих масок. Бонатті, звинувачений в тому, що він витратив забагато кисню, після експедиції змушений був подавати до суду. У 2004 році, 50 років опісля, Ліно Лачеделлі, який зберігав доти мовчання, в своїй книзі підтвердить нарешті версію Бонатті і вибачиться перед ним. «Надто пізно», — відреагує Вальтер. У 2008 році Італійська федерація альпінізму офіційно визнала цю версію.